# سمیکربازید
سمیکربازید (به انگلیسی: Semicarbazide) با فرمول شیمیایی ۷۵٫۰۸ g/mol یک ترکیب شیمیایی  است. 

## نگارخانه

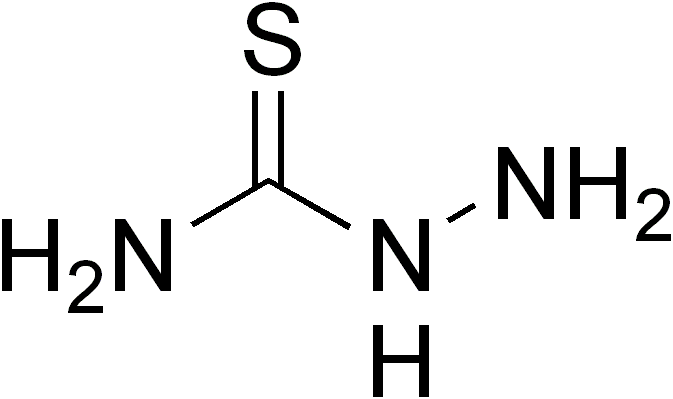